# Carlos Varsavsky
Carlos Manuel Varsavsky (1933-1983) fue un físico y astrofísico argentino. 

## Biografía
Luego de cursar estudios secundarios en el Colegio Nacional de Buenos Aires, se estableció en Estados Unidos. Allí se licenció en ingeniería física y obtuvo una maestría en la misma disciplina por la Universidad de Colorado, y en 1959 se doctoró en astronomía en la Universidad de Harvard.
En 1960 regresó a Argentina, incorporándose al recién creado grupo de astrofísica en la Universidad de Buenos Aires, donde se desempeñó como profesor titular de física hasta 1966. Fue fundador y primer director del Instituto Argentino de Radioastronomía, inaugurado en 1964, y presidente de la Asociación Física Argentina. Además, participó en la construcción del radiotelescopio más grande del hemisferio sur, en la localidad de Villa Elisa, Buenos Aires.
Durante el período de facto (1966-1973; 1976-1983) y desde el ámbito universitario, mantuvo una postura democrática, incluso tras los incidentes de lo que se conoció como la Noche de los Bastones Largos. En 1977, tras el secuestro y asesinato por el terrorismo de Estado de su sobrino David Horacio Varsavsky, se vio forzado a abandonar el país. Emigró con su familia a Estados Unidos, donde fue recibido por el premio Nobel de Economía Wassily Leontief como director asociado del Instituto de Análisis Económico de la Universidad de Nueva York.
Carlos Varsavsky tuvo dos hijos: Paula, escritora y periodista cultural, y Martín, empresario y fundador de la Fundación Varsavsky. Falleció el 01-03-1983 de un ataque al corazón durante un vuelo de avión, con 49 años de edad, cuando ocupaba el cargo de director asociado del Instituto de Análisis Económico de la Universidad de Nueva York.
Se encuentra sepultado el Cementerio Cedar Lawn, East Hampton, Long Island, estado de Nueva York.

## Obra y contribuciones
Su trabajo de tesis doctoral, sobre transiciones atómicas de interés astrofísico, fue durante décadas una obra de referencia. Sus predicciones sobre la abundancia del hidrógeno molecular en las nubes interestelares, aunque controvertido en su época, ha sido verificado con métodos modernos de observación.
Entre sus trabajos también se encuentran
- “Vida en el Universo”. Buenos Aires: CEAL, 1971. 3ª edición de Emecé, 152 pp. ISBN 950-04-1285-3 1993
- “Una Introducción al Universo”. Buenos Aires: Estrada, 1973.
- “Astronomía Elemental”. Buenos Aires: Estrada, 1969.
- “Sobre la Posibilidad de Cambiar la Actual Semana de Siete Días” (sin publicar), realizado con el patrocinio de la Fundación Ford en 1975.

## Premio Carlos M. Varsavsky
La Asociación Argentina de Astronomía (AAA), con el apoyo de la Fundación Varsavsky, otorga bianualmente desde el año 2006 el Premio Carlos M. Varsavsky en Astronomía a la mejor tesis doctoral en temas de astronomía o astrofísica.Con diversas temáticas dentro de esta amplia disciplina, las tesis han recibido el galardón o menciones otorgadas por el jurado en el marco de la correspondiente reunión anual de la AAA.